# Зайцево (городской округ Зарайск)
Зайцево — деревня в городском округе Зарайск Московской области, в составе муниципального образования сельское поселение Струпненское (до 29 ноября 2006 года входила в состав Журавенского сельского округа).

## Население
| 2002 | 2006 | 2010 |
| ---- | ---- | ---- |
| 28   | ↗35  | ↗39  |

## География
Зайцево расположена в 20 км на юго-запад от Зарайска, на реке Журавна, правом притоке реки Истоминки (бассейн реки Осётр), высота центра деревни над уровнем моря — 176 м.

## История
Зайцево впервые упоминается в Писцовых книгах XVI века, до 27 апреля 1923 входила в состав Каширского уезда Тульской губернии. В 1862 году в деревне числилось 18 дворов и 225 жителей, в 1926 году — 44 двора и 240 жителей. В 1930 году был образован колхоз «Социализм», с 1950 года — в составе колхоза «Красная Звезда», с 1961 года — в составе одноимённого совхоза.